# Greenfield, Minnesota
Greenfield är en ort i Hennepin County i Minnesota. Vid 2010 års folkräkning hade Greenfield 2 777 invånare.